# フロム・ヘル
『フロム・ヘル』（英: From Hell）とは、アラン・ムーア原作、エディ・キャンベル作画のグラフィックノベル作品。19世紀末に起きた「切り裂きジャック」事件を題材としており、事件の核心を除けば内容は史実に基づいている。「殺人の謎を解くために全宇宙の謎を解くようなミステリ」として構想され、魔術的な世界観を背景に、後期ヴィクトリア朝当時のイギリス社会と20世紀への移り変わりを総体として描くテーマがある。題名は真犯人が送ったとされる「地獄より」と署名された手紙から。
1989年から1998年にかけて小出版社から雑誌連載やコミックブックとして発表され、1999年に単行本化された。アイズナー賞複数部門など多くの受賞がある。2001年には同題で映画化された。日本語版は2009年にみすず書房から刊行された。

## 作品内容
物語本編は全14章およびプロローグ・エピローグで構成されている。単行本の補遺Iはそれらの注解である。補遺II「カモメ捕りのダンス」は24ページの独立した漫画作品で、切り裂きジャック現象についての考察が描かれている。

### あらすじ
1884年、ロンドン。クラレンス公爵アルバート・ヴィクター王子は庶人を装って貧困地区イーストエンドに出入りし、結婚して子まで儲けていた。王子の祖母ヴィクトリア女王は事態に気づくと、相手の女を精神病院に幽閉し、王室付きの医師ウィリアム・ガル博士に命じて正気を失わせる。醜聞は露見を免れたかに見えたが、赤ん坊を世話していた売春婦メアリー・ケリーが父親の出自を察し、3人の同業者とともに恐喝を企む。ヴィクトリア女王は女たちを排除すべく、再びガルに密命を下す。
ガルは幼いころから崇高な使命に身を捧げる望みを持っており、卓越した医師・フリーメイソンの高位者として女王の信任を得るまでになってなお飽き足りないものを感じていた。しかし老境に至って、発作で意識朦朧とする中でフリーメイソンの神格「ヤー・ブル・オン」の顕現を目撃し、啓示を受けたと信じる。神秘思想にのめりこんでいったガルは、女王の命令を契機に「大いなる業」を企図する。それは、古代から脈々と受け継がれてきた男性による女性の象徴的支配を再生し、存続させるための生贄儀式だった。ガルは手始めに、助手に雇った御者ジョン・ネトリーとともにロンドン市内の歴史的建造物を巡って回り、古代の女権文化が男権文化に征服され、月が太陽に追い落とされ、無意識が理性の虜とされてきた歴史を説き明かしていく。
ガルは売春婦の巣窟ホワイトチャペルで女たちを惨殺していく。新聞社が名づけた「切り裂きジャック」による凶行はロンドン全体を恐怖に陥れ、女王やフリーメイソンもガルの暴走を憂慮し始める。殺人を繰り返すガルは現実とも妄想ともつかない超常現象に遭遇し、異なる時代の事物を垣間見る。ガルは心神耗弱に陥りつつあるネトリーを「地獄の出口はその最深奥にある」と説きつける。
最後の殺人によって「大いなる業」は絶頂を迎える。一種の乖離状態で死体を解体するガルの前に異なる時代のヴィジョンが現れては消える。不意にガルは未来のロンドンにいる自分に気付き、高揚とともに己の儀式が20世紀の在りようを定めたことを悟る。しかし、OA機器が並ぶオフィスで生気なく仕事に勤しむ人間たちはガルに目をくれようとしない。苦痛と恐怖に満ちた歴史を失認する未来人をガルは言葉の限りに罵り、慨嘆し、無残な姿となった遺体を抱擁する。やがて奇跡は過ぎ去り、ガルはネトリーに仕事の終わりを告げる。
霊能者を自称して女王に取り入ったロバート・リーズはガルに個人的な恨みを持っていた。リーズはガルに殺人の汚名を着せようと考え、捜査に当たっていたフレデリック・アバーライン警部に犯人の正体を霊視したと告げる。アバーラインとリーズに面会したガルはもはや保身など頭になく、即座に罪を認めて二人を驚愕させる。しかしフリーメイソンの影響下にあるスコットランドヤードは報告を握り潰す。ガルはフリーメイソンの審問会に引き出され、列席者を愚弄して己の業を誇ったため精神病院に送られることになる。
数年が経ち、独房で死に瀕したガルは束の間の神秘体験を迎える。ガルの霊体は黒い波紋となって歴史構造の隅々まで広がっていき、その存在を感知した各時代の幻視者、芸術家、シリアルキラーらに霊感を与えていく。神々の座に向かって上昇を続けるガルは、最後の瞬間、アイルランドで暮らす一人の母親になぜか引き付けられる。殺された犠牲者の名を娘たちに与えた女は、偶然に助けられてガルの手を逃れた娼婦の一人なのかもしれない。女はガルの霊魂を見返し、「地獄に戻れ」と吐き捨てる。
1923年。アバーラインは事件の裏に王室の意思があったことを突き止めたが、リーズとともに沈黙を保ち、潤沢な恩給を受けながら生き永らえていた。老人たちは真犯人に偽装されて殺されたモンタギュー・ドルーイットの墓を弔い、さらに浜辺で語り合う。暗い記憶を共有する二人は、新しい世紀に待ち受ける騒乱を感じ取っている。

### 登場人物
- ;ウィリアム・ガル:王室侍医でフリーメイソンの一員。女性参政権運動や社会主義の台頭を懸念し、生贄殺人によって男性支配を象徴的に再生しようと試みる[17][18]。
- ;ヴィクトリア女王:半世紀近くにわたって大英帝国に君臨してきた女王。王家のスキャンダルを隠蔽するため、4人の売春婦を抹殺するようガルに命じる。
- ;プリンス・エディ:王位継承者ながら平民との間に庶子を儲ける。「ジャック」の殺人が起きると罪の意識に駆られ、標的の一人メアリー・ケリーに警告する[19]。
- ;アニー・クルック:菓子店員。プリンス・エディの出自を知らずに結婚したが、女王の手によって強制的に精神病院に送られる。
- ;ウォルター・シッカート:プリンス・エディのお目付け役だった画家。赤ん坊の子守りをしていたメアリー・ケリーから口止め料を要求される。
- ;メアリー・ケリー:アイルランドの飢饉によってロンドンに移ってきた一家の出[20]。売春のみかじめ料を支払うためにシッカートを恐喝するが[21]、共謀者が次々に殺されると放逸に走る。
- ;ポリー・ニコルズ:ケリーの同業で、「切り裂きジャック」の最初の犠牲者となる（写真は遺体）。夫と別れて以来、救貧院暮らしを経てその日暮らしの娼婦となった[22]。
- ;アニー・チャップマン: 二人目の犠牲者。寡婦で、売春のほか老人の身の周りを世話して日銭を稼いでいたが、仕事に必要な石鹸すら買えないほど困窮していた[22]。
- ;リズ・ストライド: 三人目の犠牲者（写真は遺体）。雇い主によって孕まされたことから娼婦となり、取り締まりを避けてスウェーデンからロンドンまで流れてきた[23]。
- ;ジョン・ネトリー:無学な御者。ガルによって連続殺人の助手を務めさせられ、その見返りとしてフリーメイソンの一員に迎え入れられることを期待する[24]。
- ;フレデリック・アバーライン:労働者階級出身の警部[25]。事件の真相を突き止めると、警察組織の関与に失望して職を辞する[26]。パブで知り合った売春婦に金を巻き上げられる[27]。
- ;ロバート・リーズ: 女王お抱えの霊媒。心霊能力が演技に過ぎないことをガルに侮蔑され[28]、報復の機会を狙っていた。その結果、思惑を超えて真実を予言してしまう。
- ;モンタギュー・ドルーイット:教師。ガルのスケープゴートを探していたフリーメイソンにより「女嫌いの男色家」に仕立て上げられて失職し[29]、自殺を装って殺害される。
- ;ジョゼフ・メリック:病により異様な容姿となった聡明な人物。ガルによってガネーシャの使いになぞらえられ[30]、最初の犠牲者を生贄に捧げられる[31]。

### 第4章「王は汝に何を求めたるや？」
翻訳者柳下毅一郎は「ウィリアム・ガル博士の魔術行為が示される二章、第四章と第十四章」が本書の白眉だと述べた。第4章において、ガルは馬車でロンドンを一周しながら、無学な御者ネトリーに歴史的な建造物の由来を語って聞かせる。過去の時代に視点が移ることもなく、石造りの建築を背景にした会話シーンが30ページ以上続く単調な構成はストーリー漫画として異色であり、作者たちも成否を危ぶむほどだった。しかし、実在のランドマークと饒舌な引喩によってオカルト的歴史観が展開されるこの章は、作品の重要な一部、「最も効果的な章の一つ」、「（物語の）最初の頂点」と評されている。ミステリ評論家千街晶之は「偏執狂的なまでの史実へのリサーチからオカルティックな幻視を騙し絵的に浮かび上がらせる技巧」が本作の「真骨頂」だと呼んだ。
ガルが読み解く歴史の根幹には、男性＝太陽＝理性が女性＝月＝狂気に取って代わる「原初の陰謀」がある。先史時代に800万年にわたって女性が占めてきた支配的地位は、6000年前に男性が象徴という武器を手にしたことで覆ったのだという。「象徴によって男性は女性を引きずりおろし、象徴によって押さえこんだ。何と強力な魔法だろうか！」象徴的な戦いの一例として、月の女神ディアーナへの信仰がキリスト教や、イギリスの民間伝承に見られる狩人ハーンに置き換えられたことが挙げられる。ガルの売春婦殺害も、出産の神秘に支えられた女性の権威を失墜させて男性の力を再確認するという、古代から続く生贄儀式の一種である。ガルはロンドンの各地に眠る歴史を掘り起こすことで、国家の安定の名のもとに犠牲にされてきた異教の力にアクセスするのと同時に、暴力による支配を維持しようと試みる。作者ムーアはこれらの発想をイアン・シンクレアの著作『ルッドの熱』（1975年）や『ホワイトチャペル、緋の痕跡』（1987年）、およびロバート・グレーヴスから示唆されたという。
作中で訪問される、太陽と月の戦いを象徴する数々のランドマークは地図上で禍々しい五芒星を描き出す。その中央にあるセント・ポール大聖堂はガルによると男性原理の核心的な象徴であり、建築構造に埋め込まれた鉄鎖（レンの鎖）が「無意識、月、女性性」をその内に縛り付けている（ムーアは執筆当時のウェールズ公妃ダイアナがセント・ポール大聖堂で皇太子と結婚式を挙げたことを意識していた）。ロンドン市街の「力と意味の線」を引き直し、封印を再生させることが、切り裂きジャックの事件を起こさなければならない必然的な理由だとされる。
この章ではニコラス・ホークスムアの建築作品が中心的に扱われている。ホークスムアはフリーメイソンの一員であり、教会建築に異教の意匠を取り入れたことからオカルティストの間で関心が高く、本作以前にもシンクレアやピーター・アクロイドの小説で取り上げられている。
ムーアはこの章の単調なプロットを作品として成立させた作画家エディ・キャンベルを称賛している。キャンベルは描写に少しでも緩急をつけるため、ガルらが立ち止まっているときは背景を写実的に描き、馬車で移動している間はスケッチ風のタッチに変えて細部に目が留まらないようにした。また余計な部分で読者が混乱しないように、馬車が東に向かうシーンでは人物は右を向き、西に向かうシーンでは左を向いている。この章は丸1日の出来事であり、太陽の動きを計算に入れて絵の光源が設定されている。
- バトル・ブリッジ・ロード。何の変哲もない裏通りだが、ケルトの女王ボアディケアがローマ軍に敗れた場所とされる[52][53]。「これこそが女どもの最後の希望と夢が潰えた場所なのだ」[54]
- バンヒル・フィールズ（英語版）。幻視者ウィリアム・ブレイクは、男性原理と理性を象徴する「太陽神のオベリスク[† 3]」の根元に葬られている[55]。
- セント・ルーク教会（英語版）。オベリスクのような尖塔は建築家ニコラス・ホークスムアの特徴である[48]。「ありゃあバンヒル・フィールズの奴と同じもんだ！ でもあんなかたちの尖塔があるわけない」[56]
- ホークスムアのセント・ジョージ教会（英語版）。尖塔はマウソロス霊廟の影響を受けている[48]。「巨大で暗く精巧な聖堂の精神、鳥糞に染まった石積みが今世紀を定義した……」[57]
- 太陽神アトゥムを称えるオベリスク「クレオパトラの針」。「すべてに共通するものが何か、わかるか？ 太陽と月との戦いだ」[58]
- 半神狩人ハーンと縁のあるハーン・ヒル（英語版）。ガルはハーンが月の女神ディアーナの王座を簒奪したという[59]。
- ロンドンを代表する名所、ロンドン塔。ガルは暴力と怪奇に満ちたその歴史を暴き出してみせる[37]。
- ディアーナ神殿の跡地に建てられたセント・ポール大聖堂[53]。「ディアーナは縛められ／その住み家は、パウロの名によって神に捧げられた」[60]

### 第14章「ガル昇天す」
第14章でガルは次元の壁を超越し、すべての時間に偏在する存在となる。作者は実在の歴史記録に残る幽霊の目撃談や超常現象をガルの霊体と結び付けている。たとえばウィリアム・ブレイクは自室で全身鱗の怪物を幻視し、そのスケッチを元に『蚤の幽霊』を制作したとされているが、作中では怪物の正体はガルである。また作中のロバート・ルイス・スティーヴンソンはガルに見せられた悪夢によって『ジキル博士とハイド氏』を着想する。
1888年の切り裂きジャック事件の前後に実際にあった類似の事件は、歴史を貫いて螺旋的に配置された一連の四次元構造だとされた。その始めは、ちょうど100年前の1788年に「ロンドン・モンスター」と呼ばれる人物が数多くの女性を刺傷した事件だった。切り裂きジャック事件の50年後、1938年にはカナダのハリファックスで架空の通り魔「ハリファックス・スラッシャー」に関する集団ヒステリー事件があった。その25年後、1965年にはイギリスのサドルワース・ムーアでイアン・ブレイディらが数名の未成年を殺害するムーアズ殺人事件が起きた。その12年後、1975年には「ヨークシャー・リッパー」ことピーター・サトクリフが売春婦を次々に殺害した。
- 突き刺し魔「ロンドン・モンスター」の目撃談を元に描かれたアイザック・クルックシャンク（英語版）の作品（1790年）。
- ウィリアム・ブレイクが降霊会で描いたスケッチを元に制作された『蚤の幽霊』（1819年）。
- ジョン・テニエルが『パンチ』誌に発表した切り裂きジャック事件の諷刺画（1888年）。

### 補遺II「カモメ捕りのダンス」
本編と異なり、メタ的な観点から描かれた24ページのコミック。大勢の「リッパロロジスト（切り裂きジャック研究家）」が捕虫網を振り回してカモメを捕えようとしている象徴的なコマで始まる。「カモメ = gull」は主人公ガルを指すだけでなく、「愚か者、でっち上げ、詐欺師、ミスリード」という意味も込められている。ここで俎上に載せられているのは事件そのものというより「ジャックに映し出された我らのヒステリー」であり、作者のムーア自身も冷笑を免れていない。結末にはリッパロロジストと執筆当時のロンドン再開発がいずれも歴史上の悲劇を搾取していることを風刺するシーンが描かれている。
この作品では、20世紀全体にわたって多数刊行された「切り裂きジャック事件の真相」と称する文献を通覧することで、事件についてただ一つの真実を得るのは不可能だという考えが示されている。史料調査によって新事実を明らかにしようとする試みはフラクタル図形を無限に細密化することに、様々な説が争い合って歴史が形成される様子はダーウィン的闘争に例えられた。

## 制作背景

### 背景と刊行の経緯

#### 原語版
1980年代に『ウォッチメン』などでスーパーヒーローコミックを新しいレベルに押し上げたアラン・ムーアは、作品内容への制約や著作権の問題でDCコミックスと袂を分かち、ブームに沸くメインストリーム界に背を向けて、独立系出版社でアート志向の作品に取り組み始めた。1988年から1989年にかけて構想された長編には『フロム・ヘル』のほか、フラクタル数学と社会派リアリズムを組み合わせた『ビッグナンバーズ』、児童文学とポルノグラフィを組み合わせた『ロストガールズ』がある。これら、ムーアのいう「一大私的作品期」にあたる作品は、キャリアの中でも際立って作家的野心に溢れている。
『フロム・ヘル』は経営の安定しない小出版社から発表され、10年にわたる執筆期間の中で何度も版元を移った。初出はアンソロジー誌『タブー』の連載である。同誌はDC作品『スワンプシング』でムーアと共作した作画家スティーヴ・ビセットが自身の出版社から発刊したもので、優れた作家陣が集まっていたが、5年間で7号が発行されたのみで消滅した。『フロム・ヘル』は第2–7号（1989–92年）に第6章までが掲載された。その後は独立シリーズとして再刊されたが、発行元はツンドラ（1991年～）へ、さらに同社を買収したキッチンシンク（1993年～）へと移り変わった。1996年までに本編全14章とプロローグ・エピローグを収めたコミックブック10号が発行され、最後に1998年の第11号でエッセイコミック「カモメ捕りのダンス」が発表された。しかしキッチンシンク版の発行部数は4000部前後に過ぎず、多くのコミックファンの目に留まることはなかった。
1999年には全号がペーパーバック書籍にまとめられた。それまでの版元がすべて活動を停止していたため、作画のエディ・キャンベルが自ら出版を行った。1990年代には主にイメージ・コミックスでの堅実なスーパーヒーロー作品で知られていたアラン・ムーアだったが、単行本化は再びコミックファンの注目を浴びるきっかけとなった。発行部数は当初の数千部から、2001年の映画化を経て20万部まで伸びた。しかし取次会社の倒産などの困難に見舞われたキャンベルは出版業を断念し、第6版以降の米国版権を準大手IDW傘下のトップシェルフに移した。同社からはハードカバー本も出版された。英国ではノックアバウトが単行本の版元となった。ここまでの版はすべて白黒だったが、キャンベルによってデジタル彩色が施されたマスターエディションが2018年9月から刊行され、2020年に単行本化された。このとき、考証ミスや整合性の乱れを修正するために大幅な描き直しも行われた。
1994年にはムーアが書いたスクリプト（原作）を第3章まで集めた書籍 From Hell: The Compleat Scripts Volume 1 がボーダーランズから出版された。90ドルの高額なハードカバーで、続刊も計画されていたがキッチンシンクとの版権トラブルにより頓挫した。2013年に刊行された The From Hell Companion（「フロム・ヘル読本」）は、エディ・キャンベルが私蔵していたスクリプト原稿や資料写真などにコメントを付けたものである。
本作は猟奇殺人や性行為を露骨に描写しており、南アフリカや英国で禁止処分を受けたことがある。オーストラリアでは、最後の犠牲者が解体されるシーンを含むコミックブックの号が税関で問題にされ、シリーズ全体が輸入を差し止められた。このとき、オーストラリア在住のエディ・キャンベルは当局に作品全体の制作意図を説明することで輸入禁止処分を取り下げさせた。さらに再び同様の問題が起きないように、ランダムハウスの支社と交渉してオーストラリア国内での出版を取り付けた。

#### 日本語版
エディ・キャンベルは日本での切り裂きジャック人気を認識しており、日本の出版社に本作の版権を売り込もうと何度か試みたが、なかなか実現しなかったという。
2009年になって、みすず書房から上下巻に分けられた日本語版が刊行された。人文系の学術出版社として知られるみすず書房が初めてコミック作品を出したことは驚きをもって迎えられた。出版を企画したみすず書房の編集者は、ムーアの「読者は一コマからでも途方もない量の象徴を読み取れる」という漫画観に惹かれて本書と出会い、「日本の漫画とはまったく異なる方向の進化形」として邦訳する価値を認めたと述べている。その差異を強調するため、コミックではなく「グラフィック・ノベル」という呼び方が前面に出された。翻訳は猟奇殺人に詳しい柳下毅一郎が2年の歳月をかけて行った。2019年には合本となった新装版が出た。

### 着想

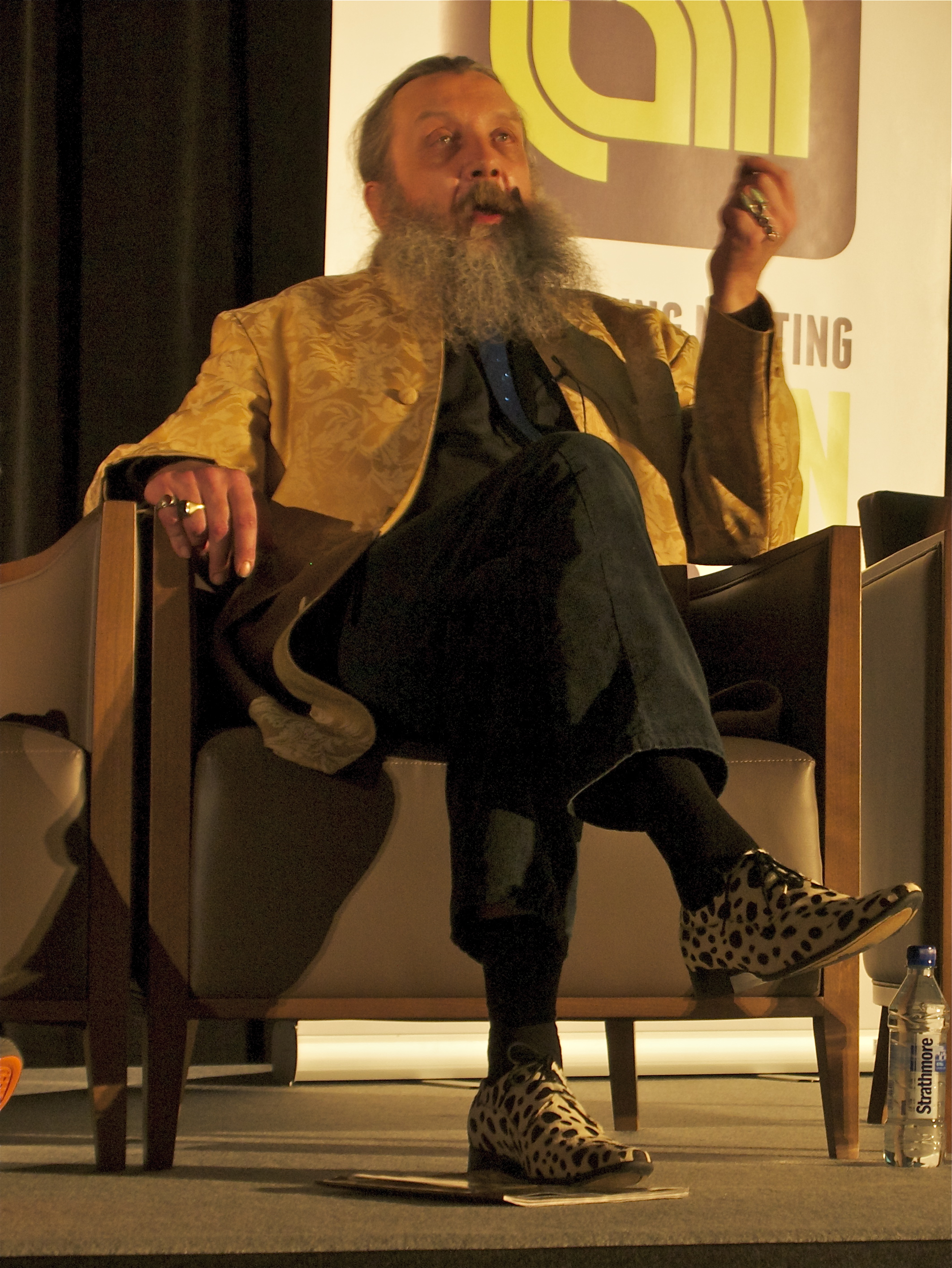
アラン・ムーア（2006年）。「わたしは … はじめて物語の中にどれほどの密度、どれほどのスケールを入れられるか学んだのだ」

初めにムーアの頭にあった題材は殺人だった。正確には殺人そのものではなく、そのような極限的な行為が引き起こす複雑に絡み合った波及効果だった。ムーアはダグラス・アダムズの小説『ダーク・ジェントリー全体論的探偵事務所』の題名に触発され、犯罪を「全体論的」に解き明かすには背景となる社会全体を解き明かさなければならないというアイディアを持っていた。
モデルとなる現実の事件としては、1935年に妻と乳母を殺害したバック・ラクストンのような比較的知名度の低い殺人事件が検討されており、調べつくされて手垢のついた切り裂きジャック事件は考慮の外だった。しかし、事件から100年目となる1988年前後に英米で切り裂きジャックブームが起き、関連書籍に触れる機会が増えると、そこに未開発の力強いテーマが残っていることに気づいた。
切り裂きジャック事件は未だに解決しておらず、犯人と名指しされた人物も数十人に上る。1959年の『切り裂きジャックの正体』（ドナルド・マコーミック）以来、歴史資料を元に事件の真相を解き明かす形式のノンフィクション本は数限りなく出版されてきた。ムーアはその中の一冊、スティーヴン・ナイトの『切り裂きジャック 最終結論』（1976年）から基本設定を借りることにした。ナイトによると、事件の核心はイギリス王室のスキャンダルを隠蔽しようとするフリーメイソンの陰謀だった。「プリンス・エディ」とあだ名されたアルバート・ヴィクター王子が平民との間に儲けた私生児の存在を知った女たちを抹殺するのが犯人の目的だった。このシナリオは根拠の薄いもので、出版直後から多くの反論を受けていた。ナイトの情報源であったジョゼフ・シッカートはプリンス・エディの孫を自称するいかがわしい人物で、後に証言を翻した。しかし、事実かどうかは重要ではなかった。ムーアの関心はフーダニットではなく、むしろ事件の周縁で生まれた神話、風説、伝承に向かっていた。同時代の社会思想について広範な調査を行う中で、数学者ハワード・ヒントンの時間理論、小説家イアン・シンクレアが先鞭をつけたロンドン史の再解釈、母権制／父権制という観点による神話の読み直しといった幅広いテーマが浮かび上がってきた。ナイト説を採用することで作品に取り入れられたフリーメイソンの伝承や独特の時空観は、これらの構想とうまく合致するものだった。

### 制作過程

#### 共作体制

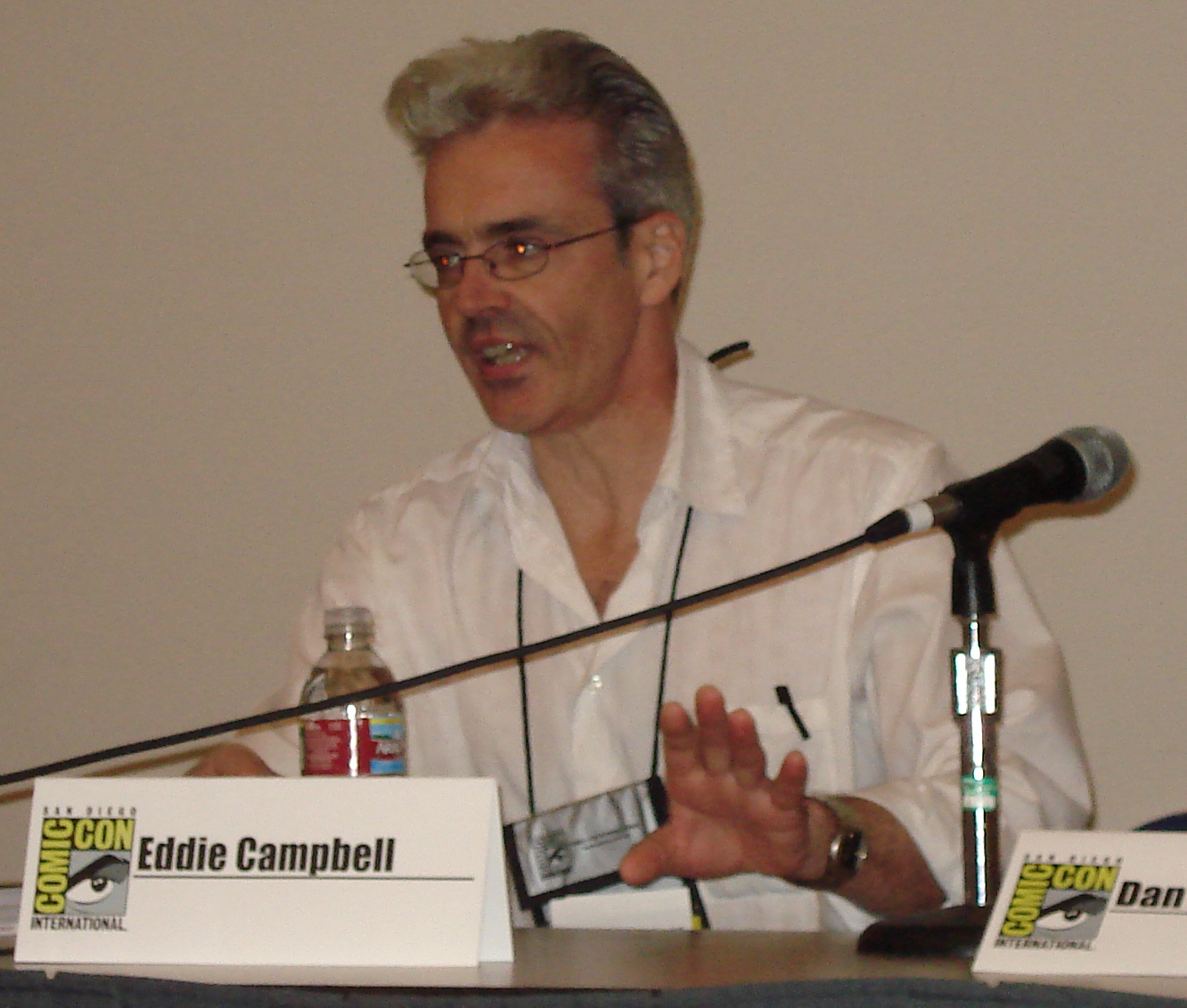
エディ・キャンベル（2008年）。「言い過ぎかもしれないが … これほど視座の高いものを書こうとした奴は過去に一人もいなかった」

当初アラン・ムーアは『バットマン: キリングジョーク』で共作した作画家ブライアン・タルボットと再び組むことを考えていた。しかし『フロム・ヘル』の構想を聞いた出版者スティーヴ・ビセットは「この物語が内包する暴力性に溺れない」資質を持った作画家が必要だと考え、『タブー』の寄稿者の一人エディ・キャンベルを提案した。キャンベルはイギリスのスモールプレスシーンで早くから活躍していたコミック作家で、日々の出来事を印象主義的な描線で描いたスライス・オブ・ライフ作品の先駆者だった。ムーアは連載の途中まで「切り裂きジャック」を登場させずにゆっくりと世界観を固めるつもりであり、序盤の静かなストーリー展開にはキャンベルが適任だと考えた。連続殺人を題材としたホラーへの起用はキャンベル本人としても意外であったが、本来のくつろいだ雰囲気の作風とは正反対の内容に取り組む中で新しい境地を開いていった。
ムーアのスクリプトは長大な散文で書かれており、コマごとの構図を詳細に指示するだけでなく、鋭い修辞によって作画家が再現しきれないほどの情報を伝えるものだった。スクリプトの長さは最大で作画原稿1ページ当たり2200ワード（約200行）に達した。キャンベルの言によると「ほかの原作者なら「雨が降っている」と書いて済ませるところでも、ムーアのスクリプトでは「雨音は気が滅入るようなロシアの長編小説のリズムで途切れ途切れのモールス信号を打電する」となる」。精緻極まるムーアのヴィジョンを紙の上で概括し、物語をよどみなく進ませたのはキャンベルの手腕だった（同時期の『ビッグナンバーズ』では、作画家ビル・シンケビッチがスクリプトを消化しきれずに刊行が破綻した）。
読者をコントロールしようとする作劇法を好まないキャンベルは、ムーアのスクリプトから過剰な演出を取り除くのが常だった。たとえばあるキャラクターは初登場時に「読者の心に残る」強烈な相貌を見せるはずだったが、キャンベルは帽子で顔が半分隠れたさりげない絵を描いた。背景となるロンドン市街の側溝を「ワニが這っている」という描写は「説得力を出す自信がなかったので」スクリプトから取り下げてもらったという。ムーアが指示した映画的なカメラワークの代わりに、キャンベル流の固定視点を採用した場面も多かった。ムーアはキャンベルの「[イメージの]固着力と人間的な現実感覚を備えた」作画を称賛し、それがあってこそ、クライマックスでの形而上的な幻想の奔流が可能になったと述べている。『コミックス・ジャーナル』誌のレビューは二人の共作を「ほとんど不可分なほど」と評した。

#### 考証
作者らは作品に説得力と迫真性を与えるため綿密な考証を行った。ムーアによると、物語の内容は事件に関する既知の事実と何一つ矛盾しておらず、逆に関連する事実は一つ残らず物語に取り入れられている。そのため、事件の真相が完全に『フロム・ヘル』に描かれた通りだったとしてもおかしくないという。主たる参考元であるスティーヴン・ナイト説の矛盾点は入念に糊塗されている。またたとえば、ある場面にある人物を登場させたいが史料的な裏付けがない場合、アングルやフォーカスを工夫することで人物が特定できないようにされた。当時のロンドン市民の生活も史実に沿って再現されている。安宿のベッドに払う金もない女たちが座ったまま物干し綱で壁に縛り付けられて眠る印象的なシーンは映画版にも引用された。コミックブック版には各号の巻末にページごとの詳しい注釈が載せられた。単行本で補遺としてまとめられた注釈は40ページに達した。そこではムーアが創作したシーンはそれと明記され、そうでない部分は典拠が示されている。ムーアはそれぞれの文献の信ぴょう性を評価してもいる。背景に描かれたロンドン市街は大量のリファレンス写真に基いている。それらの写真の多くは在英のムーアによって撮影され、オーストラリア在住のキャンベルに送付されたものである。

## 作風とテーマ

### テーマと解釈

#### 社会論
ムーアは『フロム・ヘル』のテーマについて「切り裂きジャックの殺人は … ヴィクトリア時代を丸ごと黙示録的に要約したかのようだ。20世紀の惨劇の多くを予兆してもいる」と述べている。事件が起きた1880年代は、ムーアによると科学・思想・政治・芸術の分野で次世紀につながる新しい流れが生まれた時期だった。このころ物理学では原子爆弾の前段階となる発見が行われつつあり、シオニズムと反ユダヤ主義の両者が伸張し、最初のイスラム原理主義武装闘争であるマフディーの反乱が始まっていた。連続殺人と時を同じくして起きたアドルフ・ヒトラーの受胎は作中で直接描かれている。またムーアは、当時のエミール・ゾラやポスト印象派の芸術作品で売春婦が労働者階級の象徴とされたことを指摘している。ムーアは綿密な調査によって当時の時代状況を遥かな「高度」から俯瞰し、事件を中心とする広大なランドスケープを作品に取り入れようとした。コミック研究者グレッグ・カーペンターは、本作が「女王の玉座から売春婦の寝床に至るまで、すべての社会階層にわたる」ヴィクトリア朝の歴史を描いており、「ミソジニー、反ユダヤ主義、ジンゴイズム、陰謀論、建築理論、時間の理論、暴力の本質、イギリス史、モダニズムの起こり」のような大テーマを数多く織り込んでいると書いた。
執筆当時のイギリス社会を批判することも『フロム・ヘル』の狙いの一つだった。1980年代の英首相マーガレット・サッチャーは「大英帝国を復活させよ (put the Great back into Britain)」と唱え、倹約・勤勉・資本主義のようなヴィクトリア朝的価値観を規範とした。しかし同政権が打ち出した新自由主義的な経済政策は、ヴィクトリア朝時代に通じる巨大な貧富の差を生み出した。『フロム・ヘル』は100年の時を経た二つの時代を対比させてこの構造を浮き上がらせている。切り裂きジャック事件を通じてサッチャーの復古主義を批判する試みは、ムーアに影響を与えたイアン・シンクレアの『ホワイトチャペル、緋の痕跡』（1987年）にも見られる。ムーアとシンクレアはいずれも、心理地理学的な論考により、圧政と苦痛の歴史を象徴する都市としてロンドンを再構成してみせた。エリザベス・ホーは本作が「世俗化した観光名所からなる「公式の」ロンドンに替わる新たな地図を作り出した」と書いた。カーペンターは「流血に次ぐ流血で築かれた20世紀は … 際限無き否認主義によって美化された。『フロム・ヘル』は私たちの否認に挑戦を突きつける」と述べている。

#### 女性論
1980年代には切り裂きジャック事件の受容がフェミニズムの観点から論じられ始め、ジャックの犯罪が神秘的で不可解な悪などではなく、社会に内在する家父長思想の帰結だという指摘がなされた。作者ムーアも、「切り裂きジャック」が大きな社会的関心を集める理由の一つに、ヴィクトリア朝から現代まで社会構造に深く浸透しているミソジニーとの関わりがあることを意識していた。作中では、権力機構がガルの凶行を支援し、同時代の男性の多くが「ジャック」に自己投影することで、事件の女性憎悪的な性格が強調されている。しかし、グラスゴー大学のクリスティーン・ファーガソンは本書の殺人描写が扇情的だと主張し、女性憎悪犯罪が超常的な歴史の必然として扱われていることを問題視した。ファーガソンによると本書は反権力・カウンターカルチャーの姿勢を盾にしたミソジニーの発露だった。一方でアルバータ美術大学のアレックス・リンクによると、作者ムーアは「切り裂きジャック」が文化的産物であることを十分に認識しており、殺人行為の基盤にある階級格差を作中ではっきりと描写している。アグデル大学のマイケル・プリンスは、本作が家父長思想に支えられた組織的な性暴力の構造を暗に描いていると主張した。物語の終盤に登場してガルの霊体をたじろがせる女性は、家母長的な文化の存続を示唆するとされた。ムーアのスクリプトでは、その女性が告発の視線を投げかけるのはガルだけではなく、画面の向こうの「私たち」でもある。
本作における売春婦の描写は、「毒々しく官能的な美女」や、逆に「歯抜けの醜い老婆」のようなステレオタイプではなく、その年齢の女性が職業的な要請に従ってできるだけ美しく装った姿として意図されている。ムーアは従前の「切り裂きジャック」物語では犠牲者が個性を備えた人間として扱われてこなかったと発言している。ムーアは猟奇的な殺人行為を描くにあたっても、既存作品のように「ほとんどポルノと同じ」ショッキングで扇情的な描写は避けようとした。現実に起こったことを虚心に、苦痛を伴うほど正確に細部まで再現することが犠牲者への敬意だと考えていたのだった。これらの描写からは「怒りと共感」が読み取られている。大衆文学の授業で『フロム・ヘル』を扱っているオクラホマ州立大学のマーティン・ウォレンは、「[本作は]切り裂きジャック事件を扱った作品につきものだった扇情性を、暴力とセンセーショナリズムに魅了される我々についての自覚的な比評に変えてみせた。… 我々はこの作品を通して、煽情的な文学や映画が持つ搾取性について語ることができる」と述べている。

#### 魔術論
魔術と神秘思想は本作の大きな部分を占めている。評論家夏目房之介は「最後の殺人に向かって徐々に異常をきたし、ついに幻視から実際に時空を超えてゆく圧倒的な描写」を「圧巻」と呼んでおり、翻訳者柳下毅一郎はガルの魔術的行為が描かれる二章を「白眉」としている。
作者ムーアは実人生でも「魔術師」と名乗って魔術を実践していることで知られる。そのきっかけとなったのは本作の執筆だった。作中、主人公のガルは「議論の余地なく神々が存在する場所、それは我らの精神の中だ」というセリフを口にする。ムーアは自分が書いた言葉が真実を言い当てていると感じ、一つの啓示と受け取った。40歳を目前にして、ムーアは自身の思想を根底から再構築し、その中心に魔術と神秘学を置くことになる。共作者キャンベルの説明によると、ムーアが悟ったのは神の実在あるいは不在といったことではなく、想像力の至上性だった。ムーアが言う魔術とは象徴を操る力のことであり、想像力が世界と相互作用する芸術という行為は魔術そのものだった。以降の作品には『プロメテア』（1999－2005年）を筆頭に魔術の要素が取り入れられるようになり、あるいは執筆それ自体が魔術の実践となった。この転回には、『ウォッチメン』や『フロム・ヘル』のような徹底した計算に基づく作風がいつか形骸化することを恐れていたムーアが新しい方法論を求めたという面もある。技術や論理よりも直感と感性に頼って「第四の壁」を破り、読者の深奥にアクセスするのがムーアの新しい目標となった。
ムーアの魔術的思考の特徴に非単線的な時間感覚がある。柳下によると、ムーアの世界観の中では象徴を通じた因果関係が時間の流れの双方向に伸びており、過去・現在・未来の事象が一体となって「現実のマトリックス」を形作っている。時間はムーアが執着していたテーマの一つで、過去作『ウォッチメン』でもすべての過去と未来を常に知覚しているキャラクター（Dr.マンハッタン）が登場していた。『フロム・ヘル』ではこの時間観がプロットの中核を占めており、物語の序盤で主人公ガルの友人ジェームズ・ヒントンの息子ハワードが唱えた数学的な時間理論（『第四の次元とは何か？』）が紹介される。それによると、時間は全体として一つの構造物であり、流れていくように見えるのは人間の知覚の限界でしかない。互いに無関係に見える一連の事象も、四次元世界の幾何学形状が三次元世界に落とした影である。作中の言葉によると歴史には「建築構造がある」。それを裏付けるように、作中でガルは未来の20世紀世界を幻視し、過去や未来の事件に干渉する。

### ストーリー構成
ストレートなストーリーテリングが志向されており、ムーアのスーパーヒーロー作品で顕著なメタフィクション性は弱められている。広範な歴史的引喩が行われている一方で、後年の作品『リーグ・オブ・エクストラオーディナリー・ジェントルメン』のように先行作品のマッシュアップは行われておらず、『プロメテア』のようにコミックメディアによる論説といった性格も薄い。
物品のモチーフが反復されるのはムーア作品の特徴の一つである。本作ではブドウ、鋭利な器具、臓物などが様々なシーンで陰に陽に描かれている。ブドウはガルの宗教的使命感と結び付けられており、心臓発作とともに神の啓示を垣間見るシーンや、ロンドンの象徴を巡るツアー、最初の殺人などをつなげている。『タブー』連載時には、毎号に添えられたイラストのブドウが少しずつ減っていくことが結末へのカウントダウンとなっていた。モチーフの反復は何かに追いかけられているような不安感を醸し出すだけでなく、「時間の構造性」のテーマを補強する役割も持っている。

### コマ割りと演出
ムーアの過去作『ウォッチメン』と同じく、全編を通じてページ9分割を基本とした均質なコマ割りが行われており、そのフォーマットの枠内で様々な演出が行われている。連続するコマが交互に二つの異なる出来事を描写するカットバックの技法は『Vフォー・ヴェンデッタ』などでも見られる特徴的なものである。第8章32ページは3×3のマス目がカットバックによってチェス盤状に分けられ、縦横斜めどの方向に読んでも違和感がないように構成されている。またいくつかの章の第1ページは、一見すると互いに脈絡のないコマが並んでいるだけに見える。しかし読み進んでいくと、それらのコマは後のページから無作為に切り取られたのだとわかる。この語りの手法には、主人公のガルが魔術的に時間を飛び越えるストーリーと並んで、読者の単線的な時間感覚を攪乱する意図があると分析されている。
作者らの間には、近代コミック特有の映画的な語りの技法は題材にそぐわないという認識があった。特にエディ・キャンベルはかねてから「映画から無批判に取り入れられた」コミックの技法に違和感を持っていた。その最たるものは、仮想的なカメラをあちこち動かしながら短いショットをつないでいくコマ割りの文法である。そのような、ウィル・アイズナー的なカットの多用は絵のロジックを寸断してしまうというのがキャンベルの持論だった。キャンベルが描きたいのは人体が細やかなボディーランゲージを交わす様子であり、そのためにはすべての動きを連続的に画面に収める必要があると考えていた。またキャンベルは映画的で奇抜な視点からの構図も避けようとした。たとえばあるシーンでは、無人の部屋を覗き込む警官を窓越しに見返す構図を指示されたのにもかかわらず、屋外の警官をすぐ横から観察する位置にカメラを置いた。そのほか、登場人物の内心や画面外での会話などを伝えるキャプション（映画でいうボイスオーバー）も本作では排除されている。
日本語版版元のみすず書房は本作を「日本の漫画とはまったく異なる方向の進化形」と紹介した。差異はコマ割りの文法において顕著であり、日本の書評家の多くが特徴的な9等分のレイアウトに触れている。日本語版の出版を企画した編集者は、日本漫画がダイナミックなコマ割りを用いた映画的なストーリーテリングを特徴とするのに対し、『フロム・ヘル』の画面は均質で静的に見えるという。読者はそれにより、文章を行間まで読み込んだり、物語全体の構造に思いをはせるような「文芸作品に近い読み方」を促される。翻訳者の柳下もアクション描写の違いを指摘して「日本のマンガでこういうコマ割りってありえない」と述べている。日本の漫画ならば一枚絵の中に動きを取り入れて表現するところを、『フロム・ヘル』では何気ない動きを複数のコマに割って中間を想像させる。そのようにして時間をかけて読んでいくことで、初めてコマに込められた情報量の多さを味わえるのだという。評論家上野昻志は「コマ割りされた静止画のもたらす緊迫感」「「グラフィック・ノベル」のダイナミズムは … 流動的な動き主体のマンガからは失われたものかもしれない」と述べた。

### 画風

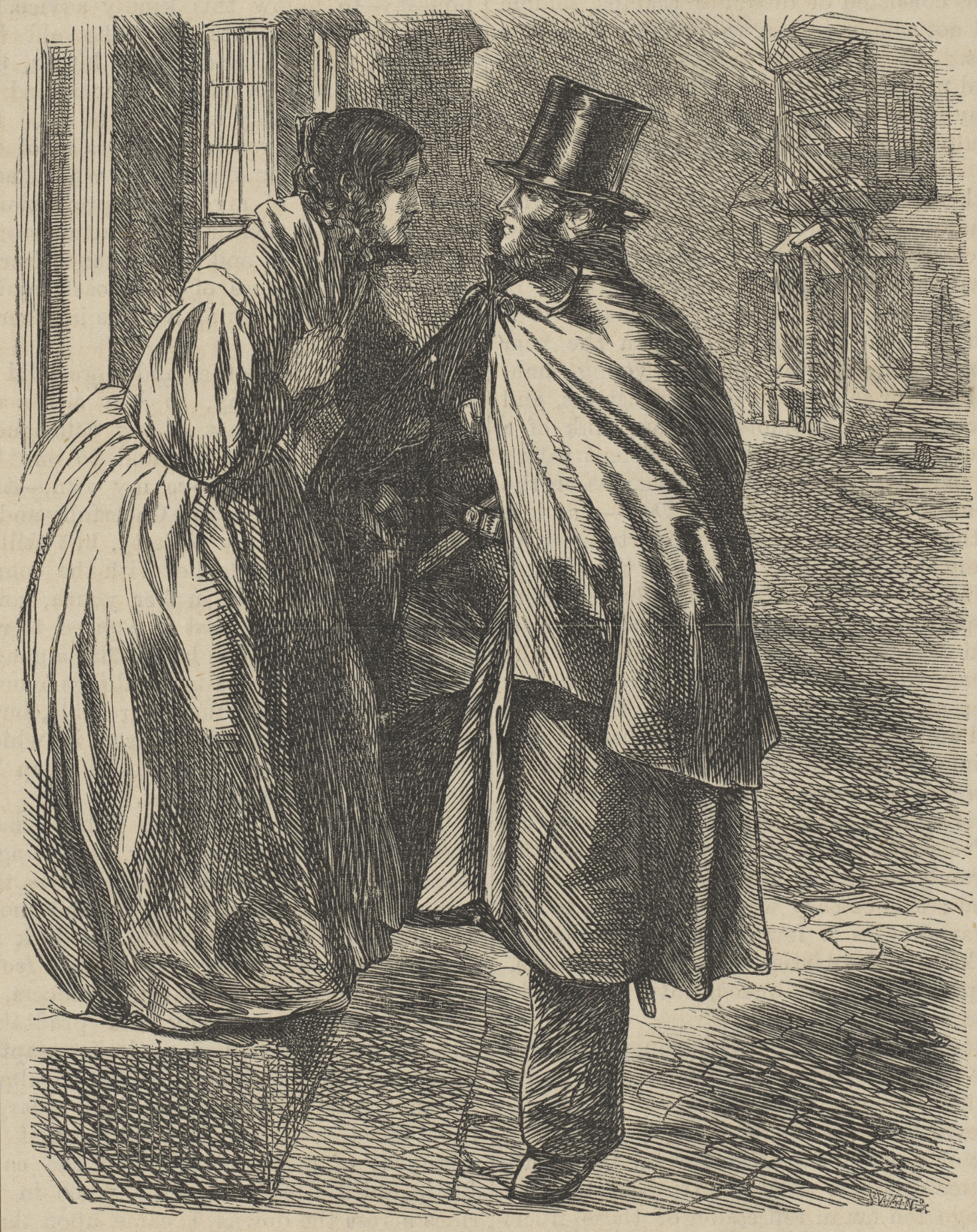
エディ・キャンベルが画風を研究した当時の画家の一人、チャールズ・キーンの作品（1863年）。ほかにジョージ・デュ・モーリア、チャールズ・ダナ・ギブソンの名も挙げられている。

エディ・キャンベルが本作に提供した絵は、走り書きのように引かれた多量の線を特徴とするスケッチ風のもので、一般的なコミックブックと比べてはるかに冷たい印象を与えた。そこには19世紀末当時に描かれた報道画の粗い画風を再現する意図があった。第2章と第10章では、リネンのような質感の紙に黒インクで描いた上から白クレヨンでぼかしを入れることで20世紀初頭の風刺漫画に似せる試みがなされた。これらのアートは煤けて陰鬱なヴィクトリア朝ロンドンの雰囲気を見事に醸出しており、風間賢二は「十九世紀末ロンドンの煤煙とブロードサイドのインクとで描いたような、映画のストーリー・ボードを思わせるスケッチ風のミニマルな絵」と表現している。いくつかのシーンでは、粗い描線で描かれた貧民街のコマの間に、柔らかくぼかしたタッチの上流生活が差し挟まれ、効果的な対比を作り出している。2018年のカラー版シリーズでも、オリジナルの質感を崩さないように19世紀末の印刷物に近い沈んだ色合いが用いられた。鮮明な赤だけがその例外だった。
ムーアは共作者キャンベルの貢献を高く評価しており、一見ラフな描線によって人間の感覚的な経験を自然に写し取る作風が題材に合っていたという。ムーアによると、本書で描かれるのは扇情的なホラーコミックの世界ではなく、日常と地続きだと信じられるリアルな世界である。感情に訴えず、平静な視点からの描写に徹するのはキャンベルのモットーでもあった。読者に恐怖を与えるべきシーンでも、キャンベルは大げさな視覚的演出を用いず、事実を事務的に伝えるかのように描写する。「それがありふれた行為だという感覚」は、残虐行為の恐ろしさをはるかに純粋に感じさせることになる。

## 社会的評価

### 受賞
『フロム・ヘル』はアイズナー賞を複数回受賞している。部門は最優秀定期刊行作品（1993年）、最優秀原作者（1995年、1996年、1997年）、最優秀グラフィック・アルバム（再刊）（2000年）である。コミックブックシリーズは1995年にハーヴェイ賞と国際ホラーギルド賞を受賞している。1997年にはスモール・プレス・エキスポでイグナッツ賞を受けた。同年に『コミックス・バイヤーズ・ガイド』誌の読者選出賞でリミテッド・シリーズ部門の最多得票を獲得し、2000年には単行本が再刊グラフィックノベル部門を受賞している。2001年アングレーム国際漫画祭では、エディショ・デルクールから刊行されたフランス語版が「批評家賞」を受けた。

### 原語版
ファンや批評家の間では『ウォッチメン』などと並んでアラン・ムーアの代表作とみなされており、最高傑作に挙げられることも多い。『コミックス・ジャーナル』誌は本作をムーアの「もっとも完成され、もっとも野心的な」作品と呼んだ。
アメリカのコミック界では、本作がコミックメディアによる表現を大きく広げたという評価がある。研究者チャールズ・ハットフィールドらは、「グラフィックノベルの可能性を示すプロトタイプとなった」「誰もが知るランドマーク的作品」と述べ、2000年前後を代表する傑作だとした。グレッグ・カーペンターは本作が「コミックメディアに限界がないことを示した」と書いている。ベン・ディクソンは「コミックメディアを定義する作品の一つ」と呼んだ。ウェブマガジン『スレート』はコミック史における本作の位置づけを映画『市民ケーン』に例え、大人向けのコミック作品が一種のブームになった90年代においても重層性と革新性は突出していたと評した。風間賢二は「グラフィックノベル」を一般のアメリカン・コミックと異なる文学的なものと説明し、本作をその区分の「代表作にして、今日までの最高傑作」とした。

### 日本語版
2009年に出た日本語版の評価は高く、「前代未聞の怪作」「東西のマンガ史上に空前絶後の異空間」（中条省平）、「異常な大作」（大森望）、「こんなにすごいマンガ、正直なところ、初めて見た」（冨山太佳夫）、「今年の翻訳物で一番の話題作にして傑作」（豊崎由美）など、多数の新聞・雑誌で絶賛された。作家瀬名秀明は第一印象を「クセのある絵柄と難解な展開」と言いつつ、いったん表現技法になじむと「神業の如き技巧に精神を抉られっぱなし」と評した。近代イギリス文学の研究者富山太佳夫は「日本のコミックスに特有の顔のアップも、低級なエロっぽさも、笑うに笑えないユーモアもない。まさしく歴史の雰囲気がある」と述べ、特にセリフの奥深さを称賛した。漫画評論家夏目房之介は作品への引き込まれ方が小説を思わせると述べた。
『このマンガを読め!』では第16位、『このミステリーがすごい!』では海外部門第20位にランクインした。売れ行きの面でも好調で、5000部が標準とされる海外漫画の中では異例の2万4000部が発行された。その理由としては、文学愛好者にアピールする内容だったことや、映画評論で知られる柳下が翻訳したことにより、海外漫画の固定ファンだけではなく広い読者層に受け入れられたためだと分析されている。本作がヒットしたことで、文学・映画・美術ファンを対象読者としてバンド・デシネ（フランス語漫画）を翻訳出版する動きも生まれた。

## 映画版

### 概要
2001年にヒューズ兄弟の監督による映画版『フロム・ヘル』が公開された。原作では脇役だったアバーライン警部をジョニー・デップが主演した。映画化は原作の完結前、1994年ごろから断続的に企画されており、原作者アラン・ムーアは脚本執筆を打診されたが興味を示さなかった。完成した映画は原作と大きく異なり、犯人捜しに力点を置いたサスペンス作品となった。アバーラインとメアリー・ケリーのロマンスが前面に出され、社会批評の要素は除かれ、ロンドンの貧民街や殺害シーンの描写には扇情性が追加された。映画ファンからの評価は低く、レビュー集積サイトRotten Tomatoesでは57％の点数がついた。

### ストーリー
1888年のロンドンが舞台。残虐な娼婦連続殺人事件が発生し、アバーライン警部が捜査に当たる。数年前に妻子を亡くしてから無気力、そして刹那的に生きていた彼は、捜査の途中で出会った赤毛の娼婦メアリーと惹かれあうようになる。被害者たちの知られざる共通項と、この殺人事件の裏にフリーメイソンが関わっているのを嗅ぎ付けたアバーライン警部だが、殺人者の手はメアリーにも伸びていた。

### スタッフ
- 原作: アラン・ムーア、エディ・キャンベル
- 監督: アルバート・ヒューズ、アレン・ヒューズ
- 製作総指揮: アルバート・ヒューズ、アレン・ヒューズ、トーマス・M・ハメル、エイミー・ロビンソン
- 製作: ジェーン・ハムシャー、ドン・マーフィ
- 脚本: テリー・ヘイズ、ラファエル・イグレシアス
- 撮影: ピーター・デミング
- 編集: ダン・リーベンタル、ジョージ・ボワーズ
- 衣裳デザイン: キム・バレット
- 音楽: トレヴァー・ジョーンズ

### キャスト
| 役名                         | 俳優                       | 日本語吹替 | 日本語吹替   | 日本語吹替 |
| 役名                         | 俳優                       | ソフト版   | テレビ東京版 |            |
| ---------------------------- | -------------------------- | ---------- | ------------ | ---------- |
| フレッド・アバーライン警部   | ジョニー・デップ           | 平田広明   | 平田広明     |            |
| メアリ・ケリー               | ヘザー・グラハム           | 日野由利加 | 甲斐田裕子   |            |
| ウィリアム・ガル卿           | イアン・ホルム             | 石森達幸   | 稲垣隆史     |            |
| ネトリー                     | ジェイソン・フレミング     | 仲野裕     | 清水明彦     |            |
| ピーター・ゴットレイ巡査部長 | ロビー・コルトレーン       | 福田信昭   | 玄田哲章     |            |
| リズ・ストライド             | スーザン・リンチ           | 野沢由香里 | 山像かおり   |            |
| ケイト・エドウズ             | レスリー・シャープ         | 竹村叔子   |              |            |
| アン・クルーク               | ジョアンナ・ペイジ         | 棚田恵美子 |              |            |
| ベン・キドニー               | テレンス・ハーヴェイ       | 長克巳     | 堀勝之祐     |            |
| ハーシャム卿                 | ピーター・アイア           | 岡和男     |              |            |
| フェラル医師                 | ポール・リース             | 高瀬右光   | 内田直哉     |            |
| ポリー・ニコルズ             | アナベラ・アプション       | 梅田貴公美 | 根本圭子     |            |
| マーサ・タブラム             | サマンサ・スパイロ         | よのひかり |              |            |
| アルバート・シッカート       | マーク・デクスター         | 河野智之   |              |            |
| ロバート・ドラッジ検視官     | イアン・マクニース         | 三宅健太   | 長克巳       |            |
| ヴィクトリア・アバーライン   | ソフィア・マイルズ         |            |              |            |
| ウィザーズ巡査               | ダニー・ミッドウィンター   | 坪井智浩   |              |            |
| マックイーン                 | デヴィッド・スコフィールド | 内田聡明   | 金尾哲夫     |            |
| アダ                         | エステル・スコルニク       | 落合るみ   |              |            |
| ボルト                       | ニコラス・マゴーヒー       | 隈本吉成   |              |            |
| ダーク・アニー・チャップマン | カトリン・カートリッジ     | 彩木香里   |              |            |
| チャールズ・ウォーレン卿     | イアン・リチャードソン     | 松岡文雄   | 大木民夫     |            |
| ジョン・メリック             | アンソニー・パーカー       |            |              |            |
| ヴィクトリア女王             | リズ・モスコープ           |            |              |            |
| ゴーディ                     | ラルフ・アイネソン         |            |              |            |

- テレビ東京版：初回放送2005年9月8日『木曜洋画劇場』

## テレビ版
2014年、FXが本作のドラマシリーズを製作中だということが報じられた。映画版をプロデュースしたドン・マーフィーがエグゼクティブプロデューサーとなり、デイヴィッド・アラタが脚色を務める計画だという。